# Qiu Jin
Qiu Jin (秋瑾S pinyin: Qiū Jǐn; 8 novembre 1875 – 15 luglio 1907) è stata una rivoluzionaria, scrittrice e femminista cinese.
Il suo nome d'arte è Jianhu Nüxia (cinese semplificato: 鉴湖女侠T, cinese tradizionale: 鑑湖女俠S, pinyin: Jiànhú NǚxiáP) che tradotto letteralmente significa "Guerriera del lago Jian". Fu giustiziata dopo il fallimento di una rivolta contro la Dinastia Qing, ed è considerata un'eroina nazionale.

## Biografia

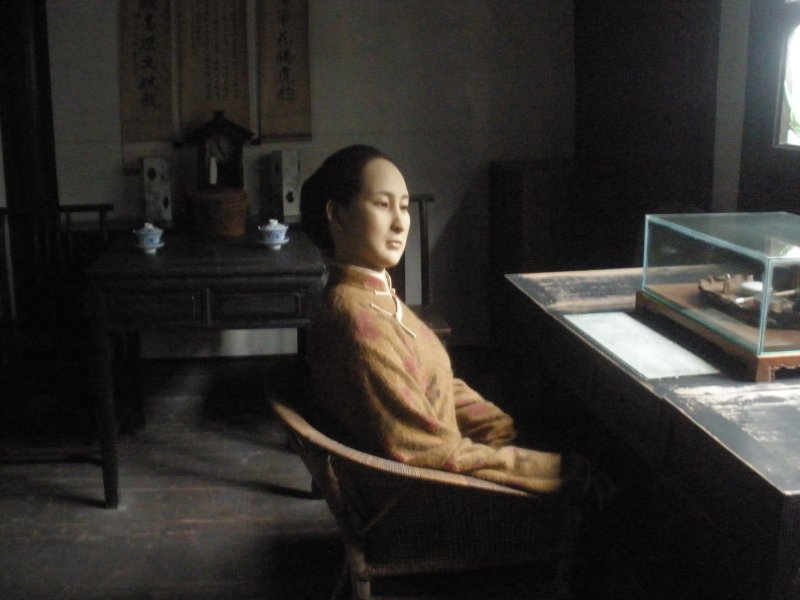
Figura di cera di Qiu Jin alla sua scrivania.

Nata a Xiamen, Fujian, Qiu è cresciuta nel villaggio di Shanyin, Shaoxing, provincia di Zhejiang. Vi sono poche notizie sulla sua infanzia e adolescenza: anche nei suoi scritti ne dà solo brevi accenni. Ha due fratelli e una sorella sposata a cui scrive spesso, nella speranza di avvicinarla alle idee rivoluzionarie. È certo che abbia ricevuto un'istruzione di alto livello e che fosse dotata di una spiccata intelligenza. La madre, proveniente da un ambiente di intellettuali e funzionari, permette alla figlia di ricevere un'educazione e istruzione pari a quella del fratello maggiore, e amando in particolar modo la poesia, le trasmette questa sua passione. Il legame con la madre è molto forte, e sebbene le sue vicissitudini personali l'abbiano portata a rompere con il sistema familiare tradizionale, Qiu Jin le rimane molto devota. Probabilmente è stata sottoposta alla fasciatura dei piedi (come testimonia una sua poesia del 1904 in cui dichiara di srotolare le fasciature ai piedi), una pratica contro cui in seguito si schiera e si batte. L'averla subita comunque non le impedisce di interessarsi e praticare anche arti marziali, all'equitazione e alla scherma, tutte attività convenzionalmente precluse alle donne.
Nonostante il privilegio di aver ricevuto un'istruzione liberale, la famiglia si aspetta comunque che si adegui al ruolo tradizionale di moglie e di madre, e sceglie per lei come marito Wang Tingjun, il rampollo di una famiglia benestante. I due si sposano nel 1896, quando Qiu Jin ha ventun anni, ma la sua vita coniugale si rivela presto essere molto infelice. La famiglia del marito è molto tradizionalista e conservatrice, a differenza di quella in cui lei è cresciuta. La giovane mal si adatta alla reclusione negli appartamenti femminili e alla vita segregata cui viene costretta. Le viene richiesto un comportamento sempre umile e compito, in caso di conflitto ad aver ragione sono sempre il marito o la suocera, e le viene addossata la colpa di ogni ingiustizia che subisce. Un tipo di vita che le risulta insopportabile: in una lettera al fratello si lamenta dei maltrattamenti subiti e afferma di provare solo odio.
La sua posizione all'interno della famiglia del marito migliora con la nascita del primo figlio, Wang Yuande, nel 1897. Quattro anni dopo dà alla luce una bambina, Wang Guifen.
Agli inizi del 1900 il marito compra una carica a Pechino, e lei e i figli lo raggiungono. Qui entra a far parte di un circolo di donne come lei preoccupate della situazione della Cina, uscita sconfitta dopo la Rivolta dei Boxer, e incontra la calligrafa Wu Zhiying (1867-1934), che diventa sua sorella giurata. In questo ambiente Qiu Jin viene in contatto con nuove idee, che danno una svolta alla sua vita. È attratta dal fervore rivoluzionario e nazionalista che inizia a circolare nella capitale, e comincia a vestirsi con abiti maschili e senza trucco (un'abitudine che poi mantiene anche in seguito). Il marito invece è più interessato ai piaceri notturni offerti da Pechino: beve, scommette, visita bordelli e ha delle concubine. Ciò porta il loro matrimonio ad un punto di rottura, e nel 1904 Qiu Jin decide infine di abbandonare marito e figli per recarsi in Giappone a studiare. Giunge a Tōkyō, dove inizialmente frequenta una scuola di lingua nel distretto Surugadai (駿河台?) della città, ma in seguito si iscrive alla Jissen Joshi Daigaku (実践女子大学? , "Università pratica femminile") fondata dalla poetessa ed educatrice Utako Shimoda (下田歌子?, Shimoda Utako).
Durante la sua permanenza in Giappone partecipa molto attivamente alle attività antimancesi a Tōkyō, organizzate da connazionali che fuggivano dalla repressione politica messa in atto dai Manchu. Inoltre si unisce alla sezione in stanza a Yokohama della Triade, che all'epoca sosteneva il rovesciamento della Dinastia Qing e la restaurazione di un governo Han.
Fonda anche un giornale, il Baihua Bao (白话报, "Giornale Colloquiale"), nel quale pubblica numerosi articoli e saggi in cinese vernacolare allo scopo di incoraggiare le donne a combattere per la parità e a unirsi alla causa rivoluzionaria. In uno di questi articoli denuncia anche la pratica della fasciatura dei piedi.
Viene in contatto con Cai Yuanpei (蔡元培, 1868-1940) e si unisce alla sua società Guāngfùhuì (光復會, "Società per far Rivivere la Luce"), fondata nel 1904. L'anno successivo incontra Sun Yat-sen e diventa membro della Tongmenghui, come organizzatrice della sezione per la provincia dello Zhejiang.
Nel 1906 il governo giapponese emette nuove regole allo scopo di limitare le attività degli studenti cinesi, e in seguito a ciò Qiu Jin fa ritorno in Cina, a Shanghai, assieme ad altri 2.000 studenti. Per un breve periodo insegna alla Scuola Femminile Xunxi, fondata dalla poetessa Xu Zihua (徐自华) e le due in quello stesso anno aprono il giornale Zhongguo nu bao (中國女報, "Giornale delle Donne Cinesi"), che però ha vita breve: dopo appena due mesi è costretto a chiudere dalla mancanza di fondi e dalla repressione delle autorità. In esso Qiu Jin si era espressa in favore dei diritti delle donne, della libertà di matrimonio ed educazione e per l'abolizione della fasciatura dei piedi.
Il suo vestirsi da uomo richiama la grande eroina della Cina antica: Mulan e anche il suo valore simbolico. Qiu Jin rifiuta la tradizione, si oppone al maltrattamento delle donne e vestendosi in abiti maschili, esprime il suo desiderio di uguaglianza fra uomini e donne.
Nel 1907 diventa direttrice della Scuola Datong a Shaoxing che era stata fondata dal cugino e rivoluzionario Xu Xilin (徐錫麟, 1873-1907). All'apparenza è una scuola per maestri di sport ma in realtà viene utilizzata per l'addestramento di militari rivoluzionari. Qiu Jin qui forma un'alleanza con altre società segrete allo scopo di dar via a una rivolta. A causa però della mancanza di cautela di alcuni membri le autorità scoprono cosa si stava architettando, costringendo Xu Xilin ad agire prima del tempo: il 6 luglio ad Anqing, durante una cerimonia, spara e uccide il governatore della provincia di Anhui dichiarando che la rivoluzione ha inizio. Viene immediatamente catturato e giustiziato il giorno seguente. Dalla sua confessione tuttavia viene a galla il coinvolgimento della scuola. Il 13 luglio le truppe governative circondano l'edificio e Qiu Jin rifiuta di evacuare, venendo quindi catturata. La scuola viene perquisita e i soldati trovano armi, un diario con le poesie di Qiu Jin, dei documenti rivoluzionari e il regolamento per l'esercito che si stava lì organizzando. Qiu Jin viene rinchiusa nella prigione femminile di Shaoxing, interrogata e torturata, ma rifiuta di confessare e non scrive nulla, se non la breve poesia "Vento d'autunno, pioggia d'autunno, muoio di profonda tristezza" (秋風秋雨愁煞人). Le autorità decidono di procedere con la sua esecuzione, e il 15 luglio viene giustiziata per decapitazione a Shaoxing. I suoi tre ultimi desideri erano stati: poter scrivere agli amici più cari, non doversi svestire prima dell’esecuzione, non far esporre al pubblico la sua testa. Di essi solo gli ultimi due sono stati rispettati. I suoi compagni arrestati con lei ricevono una maggiore indulgenza; alcuni una condanna a 3 anni di carcere, altri invece vengono liberati.
Dopo la sua morte, Qiu Jin viene riconosciuta come eroina e martire rivoluzionaria e diventa il simbolo dell'indipendenza femminile in Cina. È sepolta nei pressi del Lago occidentale (西湖, Xi wu) ad Hangzhou. La Repubblica popolare cinese ha fondato un museo per lei a Shaoxing, in seguito chiamato Ex Residenza di Qiu Jin (绍兴秋瑾故居).
La sua vita è stata ritratta in due film: uno, semplicemente intitolato Qiu Jin, è stato girato nel 1983 e diretto da Xie Jin; il secondo, girato nel 2011 è intitolato Jing Xiong Nüxia Qiu Jin (竞雄女侠秋瑾, tradotto in inglese come The woman knight of mirror lake) e diretto da Herman Yau.

## Opere
Qiu Jin è stata una scrittrice versatile e molto prolifica, sperimentando diversi stili e forme metriche: ha composto 213 Shi, 39 Ci (di cui alcuni tratti da canzoni popolari) un Tanci incompleto e autobiografico, e alcune canzoni con melodie ispirate a quelle occidentali. Inoltre è stata autrice di articoli di giornale e saggi. Questa sua libertà e varietà stilistica è emblematica del suo forte carattere. Il linguaggio in genere è semplice, vigoroso e diretto e respinge l’uso di allusioni letterarie e storiche tipiche della poetica tradizionale. I temi principali sono il femminismo, l’eroismo e la rivoluzione per modernizzare il paese e prevenire la razza Han dall’estinzione; inoltre il forte spirito patriottico che traspare in molte delle sue opere rivela un profondo senso di determinazione al sacrificio personale in favore della causa rivoluzionaria.

### 2.1 Le Poesie 诗 e gli Ci 词
La poetica di Qiu Jin viene distinta dagli studiosi in diversi periodi. Kang-i Sun Chang e Haun Saussy identificano cinque periodi, mentre Wang Lingzhen la divide in tre fasi fondamentali basandosi sulle esperienze personali donna. Qiu Jin compone versi con un'ampia gamma di metafore e allusioni che mescolano la mitologia classica alla retorica rivoluzionaria.
Il periodo poetico antecedente al matrimonio è caratterizzato da toni positivi e ottimisti, e da uno stile che utilizza immagini e figure tradizionali. Durante gli anni del matrimonio il tono delle sue opere slitta verso una maggiore malinconia, ed emergono sentimenti quali solitudine e delusione. La sua idea di vita coniugale era ben diversa da quella che si è rivelata la realtà. In uno Ci celebra il matrimonio della sorella, e cita storie d'amore della letteratura classica, come quella di Niulang (牛郎) e Zhinu (织女), protagonisti della festa di Qixi (七夕節).
A partire dal suo arrivo a Pechino invece la sua poetica invece si fa più impegnata politicamente.

### 2.2 Le lettere 書信 e i saggi 雜文
Dalle sue poesie e dalle lettere emerge in particolare la sua emotività e il suo vissuto, le altre opere mostrano più principalmente le sue idee politiche.
Nell'appellarsi alle donne cinesi utilizza diversi termini, come “noi sorelle della Cina” oppure “noi donne cinesi” presenti soprattutto negli articoli di giornale. Durante il suo soggiorno in Giappone, scrive una lettera a Lu Bicheng, un’attivista a Shanghai, pubblicata nell’agosto del 1904, ed è qui che compare per la prima volta il termine nutongzhi, ovvero compagne, utilizzato poi dai comunisti di Mao, in merito all'organizzazione della società Shixing gonghai hui allo scopo di motivare le donne a sentirsi un unico corpo e a far sentire la loro voce.  Qiu Jin sostiene che la liberazione delle donne deve andare di pari passo con la liberazione nazionale e ciò viene illustrato chiaramente chiaramente nei suoi saggi e in alcune lettere.

### 2.3 Il tanci autobiografico: Jingweishi 精衛石
Il tanci è un genere popolare caratterizzato da un linguaggio semplice, che lo rende facilmente accessibile al pubblico, sia maschile che femminile. Esso consiste in un racconto molto lungo che alterna poesia a prosa, contiene parti cantate (dette pianzi), ed è praticato soprattutto dalle donne.
Qiu Jin comincia a scriverne il testo in Giappone, e arriva a completare cinque capitoli sui venti previsti, lasciando l’opera incompiuta. Il tema è quello della condizione femminile in Cina . È un testo politico e didattico, contestatore. Il titolo si riferisce ad una leggenda in cui la figlia dell’imperatore Yandi conosciuto anche con il nome di Shennong, dopo essere morta annegata nel mare orientale Donghai, decise di trasformarsi nell’uccello Jingwei, per vendicarsi e tentare di prosciugarlo lanciandovi delle pietre. In un breve dialogo il mare la deride dicendo che non ci sarebbe mai riuscita nemmeno in un milione di anni. Così lei promette di impiegare la sua intera vita per riempire il mare di pietre. Questa promessa però diventa la sua condanna. L’uccello è qui utilizzato come il simbolo della determinazione e perseveranza di fronte a obiettivi che sembrano impossibili.